# Wiedemannia ariadne
Wiedemannia ariadne är en tvåvingeart som beskrevs av Wagner 1981. Wiedemannia ariadne ingår i släktet Wiedemannia och familjen dansflugor.
Artens utbredningsområde är Grekland. Inga underarter finns listade i Catalogue of Life.